# Rodrigo de Bastidas
Pour les articles homonymes, voir Bastidas.
Rodrigo de Bastidas (Séville, vers 1475 - Cuba, 1527) est un explorateur et commerçant espagnol. Il est le premier (1501-1502) à explorer le littoral atlantique colombien du cap de la Vela jusqu’au golfe de Uraba ainsi qu'une partie de la côte de l'isthme de Panama. Il fonde la ville de Santa Marta (Colombie) en 1526.

## Biographie

### Date de naissance
Rodrigo Gutiérrez de Bastidas, mieux connu sous le nom de Rodrigo de Bastidas est originaire du quartier de Triana à Séville et est né aux alentours de 1475.
Les noms de son père et de sa mère nous sont inconnus.
Il se marie avec Isabel Rodriguez Romera, avec laquelle il a un seul enfant qui porte le même nom que son père et qui fut vicaire de Saint-Domingue avant de devenir le premier évêque de Coro au Vénézuéla et, plus tard, de Porto Rico.
Un de ses neveux, Juan de Bastidas, fut l’archidiacre du premier diocèse d’Amérique à Saint-Domingue.

### Profession
Bien que la plupart des manuels et ouvrages d’Histoire mentionnent que Rodrigo de Bastidas était un « escribano », (notaire ou greffier) avant d’entreprendre son premier voyage en Amérique, l’historien José Joaquin Real Diaz, soutenu par l’historienne espagnole, Carmen Mena Garcia, démontre qu’il s’agit d’une erreur de lecture d'un registre qu’il attribue à un historien du XIXe siècle, Martin Fernandez Navarrete dans sa « Coleccion de las viajes y descubrimientos que hicieron por mar los espanoles », erreur qui fut par la suite reprise sans plus de vérification. Navarrete aurait mal interprété une abréviation qui serait la même pour « vecino » que pour « escribano ». Real Diaz s’appuie aussi sur le fait que ni Gonzalo Fernandez Oviedo ni Bartolomé de Las Casas, des chroniqueurs qui ont personnellement connu Bastidas, ne font mention de cette profession, ce qu’ils n’auraient pas manqué de faire s’il l’avait été, tellement la présence d’un intellectuel parmi les explorateurs et découvreurs du Nouveau Monde aurait été exceptionnelle. Real Diaz se réfère aussi à un autre chroniqueur des XVe et XVIe siècles, Andres Benaldez, dans Historia del reinado de los Reyes Catolicos selon lequel « en el ano 1502, vino a Cadiz Bastidas, marinero de Triana, capitan et maestre de su nao ». Logiquement, Rodrigo devait être un marin et un commerçant, en accord avec l’expédition qu’il va mener en compagnie du pilote Juan de la Cosa ainsi qu’avec les activités qu’il mènera au cours des deux décennies suivantes à partir de Saint-Domingue.

### Contexte
Christophe Colomb fut le premier à explorer la côte de ce qui sera plus tard connu comme étant le continent sud américain, mais qu’à l’époque on nomma Terre Ferme, quand en 1498, au cours de son troisième voyage, il toucha terre dans la région de Paria (Venezuela) et suivit la côte jusqu’à l’île Margarita avant de se diriger ensuite vers l’île d’Hispaniola.
L’amiral tomba ensuite en disgrâce et la Couronne s’efforça de réduire les prérogatives et les droits qu’elle lui avait précédemment accordés. Les divers permis que l’évêque de Séville, Juan Rodrigo de Fonseca, accorda dans les années qui suivirent à divers navigateurs pour entreprendre des voyages d’explorations sur la côte de la Terre Ferme sont une indication de la volonté la Couronne de limiter le contrôle de Colomb sur le continent.  Ces voyages sont connus comme étant les « Voyages mineurs » ou « Voyages andalous ».

### Les Voyages mineurs ou Voyages andalous
Quand fut rendue publique à Séville la découverte de Colomb, Alonso Ojeda fut le premier à obtenir une licence pour suivre les pas de l’Amiral. Ojeda, qui avait joué un rôle important lors de la conquête de l’île de Saint Domingue lors du deuxième voyage de Colomb, s’adjoignit Juan de la Cosa, un pilote d’expérience qui avait accompagné Colomb lors de ses deux premiers voyages. Amerigo Vespucci, un commerçant florentin établi à Séville faisait également partie de l’expédition. Tout en troquant des grelots, des petits miroirs et de perles de verre multicolores contre des perles, un peu d’or, Ojeda et ses compagnons parcoururent tout d’abord le segment du littoral déjà exploré par Colomb, du golfe de Paria jusqu’à l’île Margarita, avant de pousser plus loin leur périple en se rendant jusqu’au cap de la Vela dans la péninsule de la Guajira. Ils revinrent à Cadix où ils vendirent comme esclaves les 222 autochtones qu’ils avaient capturés sur une île des Caraïbes juste avant d’entreprendre leur voyage de retour. C’est en revenant de ce voyage, que Juan de la Cosa traça ce qui est connu comme la première carte (datée de 1501) représentant le continent américain, (la carte de Juan de la Cosa). Le rôle joué par Vespucci au cours de cette expédition a été et est toujours un sujet de polémique parce que les comptes-rendus qu’il en fit dans des correspondances qui furent postérieurement publiées sont remplis de contradictions et ne coïncident pas avec d’autres témoignages. Pourtant, c’est son nom qui est resté accolé aux continents américains.    
Peu de temps après le départ de Ojeda à la fin de 1499, Peralonso Nino, un marin qui avait participé au troisième voyage de Christophe Colomb, obtint une licence pour aller « à la découverte » sur la côte de la Terre Ferme et il s’associa avec un certain Luis Guerra qui lui imposa son frère, Cristobal, comme capitaine du navire qu’ils armèrent. Bien qu’ils suivaient les pas d’Ojada et de Juan de la Cosa de près, ils revinrent en Espagne avec une beaucoup plus grande quantité de perles que ces derniers.

### L’expédition de Rodrigo de Bastidas (1501-1502)
Le 5 juin 1500, Rodrigo de Bastidas, signa un accord avec la Couronne pour « descubrir islas e tierra firme a las partes de las Indias ». 
« Alors que le désir de devenir riche croissait chez les nôtres et leur faisait perdre la peur d’aller sur des mers aussi profondes, aussi longues à traverser et jamais navigué, en particulier chez les habitants de Triana, qui pour la plupart sont marins ; l’un d’eux, un certain Rodrigo de Bastidas, homme honnête et habile, qui devait avoir fortune, décida d’armer deux navires et d’aller découvrir et en même temps faire du troc de l’or et des perles, ce qui était, de toutes les fins poursuivies, la principale ». 
L’entreprise de Bastidas s’effectua sans aucune aide économique de la Couronne, une caractéristique qu’elle partage avec toutes les autres connues sous le nom de voyages mineurs ou voyages andalous. Les Rois Catholiques se limitaient à autoriser la navigation et exigeaient le quart des bénéfices au retour de l’expédition.  
Comme Rodrigo n’avait pas les moyens financiers pour assumer seul les frais de son expédition et peut-être aussi parce qu’il voulait partager les risques en cas d’échec, il dut se chercher des associés. En cela il ne se distinguait pas des expéditions similaires sauf que, contrairement à celles qui se faisaient financer par deux ou trois riches investisseurs, il lui en fallut 19 pour atteindre son objectif 400 000 maravédis, certains ne contribuant qu’avec aussi peu que 5 ou 7 000 maravédis.
Pour ce voyage, Bastidas s’associa avec le meilleur et le plus expérimenté des pilotes de l’époque : Juan de la Cosa, qui venait de revenir de son voyage avec Alonso de Ojeda. 
Il n’y a pas de consensus parmi les historiens au sujet la date de départ de l’expédition.
Leurs deux caravelle, la « Santa María de Gracia » et la « San Antón », quittèrent le port de Cadix à une date qui est sujet à discussion. Plusieurs historiens proposent le 5 octobre 1501, alors que d’autres proposent des dates qui vont de février 1501 à janvier 1502.   
À leur bord se trouvait également le jeune protégé de l’un des plus importants investisseurs de l’expédition : l’ambitieux Vasco Nunez de Balboa, le futur découvreur de l’océan Pacifique. 

#### Le voyage
Après une brève escale à la Gomera dans l’archipel canarien, les deux navires traversèrent l’océan Atlantique et arrivèrent à l’île Verte, qu’on croit être l’actuelle île de la Barbade. Ils se dirigèrent ensuite directement au cap de la Vela, à la limite occidentale des explorations antérieures et suivirent la côte de ce qui est aujourd’hui devenu la Colombie et qui n’avait été jusque-là jamais explorée. Ils découvrirent ainsi la baie de Santa Marta, l’embouchure du Rio Magdalena, la baie de Cartagène et les îles qui l’environnent, l’embouchure du Rio Sinu, et le golfe de Uraba. En commerçant avec les indigènes, ils amassèrent une grande quantité d’or, de perles, de bois du Brésil, et probablement aussi un certain nombre d’esclaves. Ils traversèrent ensuite ce golfe pour arriver au Darién dont ils suivirent la côte jusqu’à un point qu’on croit être le site de la future ville de Nombre de Dios, sur la côte de l’actuel Panama, avant même que Christophe Colomb y passe en 1503 lors de son quatrième voyage. À ce point, ils décidèrent de retourner en Espagne parce que leurs navires, gravement affectés par les tarets, prenaient l’eau. Ils durent cependant s’arrêter en chemin à la Jamaïque pour tenter de les réparer, mais sans succès, car peu après ils firent naufrage dans la baie de Jaragua sur la côte sud-ouest de l’île d’Hispaniola (Saint-Domingue). Ils réussirent cependant à sauver leur butin, qui se montait alors, selon Bastidas, à cinq millions de maravédis en tenant compte de la valeur des navires qui furent cependant perdus. En se dirigeant par la suite vers la ville de Saint-Domingue par voie terrestre, ils firent du troc avec les indigènes afin de s’approvisionner en vivres. Francisco Bobadilla, l’enquêteur envoyé par la Couronne pour faire la lumière sur la situation difficile de la colonie, s’était déclaré gouverneur et il venait d’envoyer Christophe Colomb fers aux pieds en Espagne. Il mit Bastidas en état d’arrestation sous prétexte d’avoir illégalement commercé avec les indigènes de l’île et l’envoya lui aussi se faire juger dans la Péninsule. À son arrivée, en septembre 1502, il fut rapidement libéré par la Couronne et récompensé pour ses découvertes par une rente sur les bénéfices qui pourraient éventuellement être tirés du golfe de Uraba.  

### Le retour de Rodrigo de Bastidas à Saint-Domingue
Une fois terminée la répartition des bénéfices de l’expédition, Bastidas s’associa avec Alfonso Rodriguez, l’un des investisseurs de son précédent voyage, pour former une compagnie de commerce entre Séville et Saint-Domingue où Rodrigo s’établit en 1504. 
Au cours des années suivantes, Bastidas devint l’un des plus importants commerçants de la colonie basant ses activités sur la capture d’Indiens caribes (autochtones qui refusaient de se soumettre et de se convertir), le commerce des perles et de l’or troqués avec les indigènes. Propriétaire de plusieurs fermes, il élevait des troupeaux de bovidés, chevaux, porcs et moutons pour approvisionner les nombreuses expéditions d’explorations et de conquête qui avaient Saint-Domingue comme point de départ ou qui y faisaient escale. Il était aussi très actif dans la vente de marchandises que son associé, Alfonso Rodriguez, lui envoyait de Séville.

### Santa Marta
En 1521, Bastidas demanda et obtint la licence royale pour conquérir et coloniser l’île de la Trinidad. Il ne le fit cependant pas devant l’opposition de Diego Colomb, le fils de Christophe Colomb qui la revendiqua parce qu’elle avait été découverte par son père.
En 1524, Bastidas revint à la charge devant la Couronne pour cette fois demander la permission de coloniser Santa Marta. Malgré l’opposition de Gonzalo Fernandez de Oviedo, il obtint cette licence le 6 novembre 1524 en plus du titre de gouverneur, de capitaine général et adelantado de la province de Santa Marta. 
Les clauses de la licence (« Capitulacion" en espagnol) accordée à Bastidas, contrairement aux précédentes qui mettaient plutôt l’emphase sur l’ « exploration » et la « conquête », démontraient une nette volonté d’en finir avec l’anarchie qui prévalait dans la zone de Santa Marta et de Cartagène depuis qu’un décret royal du 3 juin 1511 permettait d’y capturer des esclaves afin de fournir de la main-d’oeuvre à l’île d’Hispaniola où les mauvais traitements avaient décimé la population autochtone. Désormais la Couronne favorisait plutôt la création d’une colonie permanente, car en cette troisième décennie du XVIe siècle les fabuleuses richesses du Mexique (conquis en 1519-1521 par Hernando Cortés) avaient éveillé l’intérêt de Charles Quint pour cette partie du monde et lui avaient fait réaliser le profit qu’il pourrait en tirer s’il favorisait le développement de prospères colonies. Le nouveau gouverneur de Santa Marta s’engageait entre autres à peupler une ville d’au minimum cinquante citoyens parmi lesquels quinze devaient être mariés et accompagnés de leur femme. Il devait aussi y amener deux cents vaches, trois cents porcs, vingt-cinq juments.  
Le recrutement de l’expédition de Rodrigo de Bastidas fut cependant difficile, car d’autres régions (Pérou, Chili, Mexique) paraissaient plus attractives aux yeux des aventuriers qui séjournaient alors à Saint-Domingue. Il dut se résoudre à recruter des vétérans de la conquête du Mexique pour la plupart rendus amers par leur exclusion du partage du butin aztèque. Ces hommes rêvaient encore de s’enrichir rapidement en mettant à sac les villages autochtones et en capturant leurs habitants pour les vendre comme esclaves. C’était tout à fait à l’opposé des projets de Bastidas qui voulait mettre sur pied une colonie qui se développerait grâce à l’apport des indigènes. Ce qui était impossible à réaliser dans un climat de guerre. 
Bien qu’il traversait une période financièrement difficile  parce que les héritiers de son associé, Alfonso Rodriguez, lui réclamait de fortes sommes, tout comme le Trésor royal à qui il devait toutes les taxes de vente qu’il avait récoltées en son nom à Saint-Domingue au cours des trois années précédentes, ce qui l’obligea à fortement s’endetter auprès d’autres marchands, Bastidas réussit à réunir une flotte de cinq navires qu’il chargea de vivres et de marchandises, et sur lesquels s’embarquèrent les 280 hommes qui avaient répondu à son appel.
Bastidas envoya d’abord 80 hommes à bord de deux navires et les suivit quelques jours plus tard avec les 200 autres fin mai ou début juin 1526. C’est l’année qui est généralement retenue pour marquer la fondation de Santa Marta, le jour exact étant discuté. Les nouveaux arrivants s’installèrent dans les huttes de pailles d’un village de pêcheurs établi sur la rive de la baie.  

### L’assassinat du gouverneur Rodrigo de Bastidas
Désireux de mener à bien son projet, Bastidas interdit à ses hommes d’effectuer des sorties pour piller les villages autochtones et capturer leurs habitants pour les réduire en esclavage.
Malgré ses bonnes intentions, Bastidas dut cependant se résoudre à mener une « entrada » (c’est-à-dire une incursion armée), dans les villages voisins de Bonda et Bodinga afin de réclamer de l’or à leurs habitants. Il s’agissait en quelque sorte de forcer le paiement d’une forme de tribut qui pouvait se résoudre sans violence excessive pourvu que les demandes soient raisonnables. Comme le gouverneur s’appropria l’or ainsi obtenu afin de pouvoir rembourser ceux qui avaient financé son expédition, cela souleva la colère de ses hommes parce qu’habituellement les bénéfices de ce genre d’action devaient être partagés entre les divers participants. Ils l’accusèrent aussi de s’approprier les biens de défunts, de vendre les vivres à des prix démesurés et de tricher sur les quantités.
Le mécontentement s’amplifia jusqu’à en arriver à un point, vers le mois de mai 1527, où des hommes menés par son lieutenant, Juan Villafuerte, le poignardèrent alors qu’il dormait dans son lit. Laissé pour mort, il attendit que ses assaillants quittent sa hutte pour appeler à l’aide.  Son appel fut entendu par le capitaine Rodrigo Alvarez Palomino qui vint à son secours et le défendit quand les agresseurs revinrent pour achever le gouverneur. 
Gravement blessé, Bastidas s’embarqua sur un navire afin d’aller se faire soigner à Saint-Domingue, mais le capitaine du navire le débarqua plutôt à Cuba où il mourut le 28 juillet 1527. 
Les 220 hommes qui restaient encore à Santa Marta à ce moment-là choisirent Palomino comme gouverneur. Cependant, l’audience royale de Saint-Domingue envoya Pedro de Vadillo comme gouverneur intérimaire avec Pedro de Heredia, le futur gouverneur et fondateur de Cartagène, comme lieutenant. Appuyé par ses hommes à qui il promettait la liberté de mener toutes les extorsions qu’ils voulaient dans les villages autochtones, Palomino refusa d’abandonner sa charge lorsque Vadillo se présenta en février 1528 dans le port de Santa Marta accompagné par 180 hommes.  Après des négociations menées par Heredia, Vadillo arriva à une entente avec Palomino, et les deux groupes purent continuer de parcourir la région à la recherche d’or et d’esclaves.
Après la mort de Palomino, qui se noya en traversant une rivière, Vadillo mena une expédition jusqu’à la vallée du Rio Cesar après avoir contourné la Sierra Nevada. À son retour à Santa Marta, en février 1529, avec 600 esclaves, il fut incarcéré par Garcia de Lerma que la Couronne venait de nommer gouverneur. Accusé d’avoir maltraité les autochtones et d’avoir évité de payer les impôts royaux sur les bénéfices tirés de son expédition, il fut envoyé à Saint-Domingue pour y être jugé. 
Au cours des années suivantes, Garcia de Lerma laissa ses capitaines agir comme ils l’avaient fait du temps de Vadillo. Cette politique maintint la colonie dans un état de guerre permanente avec les populations autochtones qui, peu à peu, désertèrent la côte pour s’enfuir dans les montagnes. Ils préféraient brûler leurs récoltes plutôt que de se les faire voler par les Espagnols. Cela obligea les résidents de Santa Marta à se nourrir exclusivement d’onéreuses importations en provenance de Saint-Domingue, de sorte que la colonie sombra dans la misère.

### La personnalité de Rodrigo de Bastidas
Bien qu’il soit reconnu que les rencontres avec les autochtones qui eurent lieu (1502) lors de l’expédition d’exploration de Bastidas et de Juan de la Cosa le long de la côte colombienne entre le cap de la Vela et le golfe de Uraba furent pacifiques et donnèrent lieu à de fructueux échanges commerciaux, la capture et le commerce d’esclaves firent sans aucun doute partie des activités de Bastidas à Saint-Domingue au cours des années qu’il y passa avant d’être nommé gouverneur de Santa Marta. Pourtant, Rodrigo de Bastidas est passé à l’Histoire comme étant un « bon » conquistador. 
D’après le réputé historien colombien Jorge Orlando Melo, la majorité des chroniqueurs de l’époque étaient d’accord pour dire que Bastidas a tenté d’éviter le pillage des villages autochtones et la mise en esclavage de leurs habitants pendant qu’il était gouverneur de Santa Marta. Il faut cependant rappeler que son objectif à ce moment-là était d’établir un établissement permanent et qu’il savait fort bien que pour réussir cela il avait besoin d’avoir de bonnes relations avec les indigènes afin qu’ils fournissent des produits agricoles à la colonie.    

Juan de Castellanos, par exemple, affirme dans son "Elegia de varones ilustres de Indias" que d’après ceux qui en savent le plus sur cette histoire, son assassinat est dû à son refus d’accepter que ses hommes maltraitent et volent les autochtones :
Según los que más saben de este cuento
fue principio y origen de sus males
no consentir hacer mal tratamiento

ni robos en aquellos naturales...
Bartolomé de Las Casas, qui est, sauf à de rares exceptions, impitoyable pour juger la conduite des conquistadors envers les autochtones du Nouveau Monde, avait une bonne impression de Bastidas sur ce sujet. Les deux hommes se sont d’ailleurs rencontrés en 1502 à Saint-Domingue lorsque Bastidas y a fait escale au retour de son voyage d’exploration sur la côte : 
J’ignore si dans les terres ou sur les côtes où il alla, Bastidas causa des torts aux Indiens qui y vivaient et les scandalisa, comme le firent toujours tous ceux qui allèrent sur cette côte et pratiquaient ces trocs et ces trafics… mais comme par la suite j’eus un étroit commerce et une bonne amitié pour ledit Rodrigo de Bastidas, que je l’ai toujours connu pitoyable envers les Indiens, et qu’il maudissait ceux qui leur causaient des torts, il me semble que lorsqu’il fréquentait ces parages à cette époque et y faisait du troc, il devait être modéré.
Le moins que nous puissions dire à cette lecture, c’est que la position de Las Casas était ambigüe face à Bastidas comme nous pouvons encore le constater dans cet autre passage : « Bastidas avait ramené avec lui quelques Indiens, dont je ne sais s’il les avait pris de force ou s’ils l’avaient accompagné de plein gré »